# Goedereede
Goedereede és antic un municipi de la província d'Holanda del Sud, al sud dels Països Baixos. L'1 de gener del 2009 tenia 11.488 habitants repartits sobre una superfície de 153,85 km² (dels quals 82,67 km² corresponen a aigua).
Es va fusionar amb Dirksland, Middelharnis i Oostflakkee, creant el nou municipi de Goeree-Overflakkee.

## Centres de població
- Goedereede 1.650 h.
- Ouddorp 5.930 h.
- Stellendam 3.470 h.

## Ajuntament
- SGP 5 regidors
- CDA 3 regidors
- PvdA 2 regidors
- VVD 2 regidors
- ChristenUnie 2 regidors
- Verenigd gemeente belang 1 regidor